# Георгий Карагеоргиевич (1984)
Георгий Карагеоргиевич (серб. Ђорђе Карађорђевић; род. 25 мая 1984, Лондон, Великобритания) — представитель королевского дома Карагеоргиевичей. Сын Томислава Югославского и Линды Мэри Бонней.

## Биография
Георгий родился 25 мая 1984 года в Портлендской больнице, в Лондоне. Он является вторым сыном и третьим ребенком принца Томислава Югославского (1928—2000) и его второй жены принцессы Линды (род. 1949). Его отец был вторым сыном югославского короля Александра I Карагеоргиевича и королевы Марии.
Основное образование он получил в Шотландии. Затем он учился в Военной академии Белграда, но позже бросил учёбу. В 2004 году он начал изучать сербский язык. В 2005 году вместе с пятью другими конкурентами он принял участие в гуманитарном ультрамарафоне от Белграда до Москвы. Собранные средства были переданы сербам проживающим в Косово и Метохии. Широкой публике он известен своим участием в Крещенском купании за Святой Крест.
Вместе со своей матерью и младшим братом Михаилом (род. 1985) он является покровителем Королевского рыцарского ордена, который ежегодно организует Рыцарский фестиваль в Белградской крепости. Он является основателем Pivare Prince из Панчево, а также его международным промоутером.
Имеет черный пояс по карате. Также он был награжден Большим крестом звезды. Он активно занимается спортом, любит рыбалку и пиротехнику.
На данный момент он занимает 5 место в линии наследования несуществующего сербского престола.

## Личная жизнь
5 июля 2016 года Георгий заключил брак с Фэллон Рэймонд. Гражданская церемония прошла в Шотландии, а религиозная 15 июля 2017 года в церкви Святого Георгия. Церемонию возглавил епископ Шумадийский Йован. Медовый месяц они провели в Боснии и Герцеговине и Хорватии.